# Ухвати ритам (песма)
Ухвати ритам је сингл са истоименог албума хрватског бенда Парни ваљак. Осим насловне нумере на А страни, на страни Б је песма Само она зна. Ова песма је обрада песме Marilou sous la neige Сержа Генсбура.

## Композиција
Написана је у А-дуру и алегро темпу. Музику и текст је написао Хусеин Хасанефендић, познатији као Хус.

## Спот
Иако је спот сниман 1984. године, на сајту Јутјуб се појавио скоро месец дана пре смрти Рахимовског. Емитовала је РТБиХ.